# Volta a Llombardia 1949
La Volta a Llombardia 1949 fou la 43a edició de la Volta a Llombardia. Aquesta cursa ciclista organitzada per La Gazzetta dello Sport es va disputar el 23 d'octubre de 1949 amb sortida i arribada a Milà després d'un recorregut de 222 km.
L'italià Fausto Coppi (Bianchi-Ursus) aconsegueix la seva quarta victòria consecutiva, marca encara no igualada en la història de la prova. Completen el podi el suís Ferdi Kubler (Tebag) i el també italià Nedo Logli (Arbos).

## Desenvolupament
Coppi punxa en la pujada al Monte Berti, a 15 km del cim. Els seus rivals ho veuen i l'ataquen però l'italià canvia ràpidament de tubular i comença a remuntar posicions. A 20 quilòmetres del final ataca de forma definitiva, ja que marxa en solitari cap a la victòria.

### Classificació general
|    | Ciclista               | Equip            | Temps      |
| -- | ---------------------- | ---------------- | ---------- |
| 1  | Fausto Coppi (ITA)     | Bianchi-Ursus    | 5h 50' 30" |
| 2  | Ferdi Kubler (SUI)     | Tebag            | + 2' 52"   |
| 3  | Nedo Logli (ITA)       | Arbos            | m. t.      |
| 4  | Fiorenzo Magni (ITA)   | Wilier-Triestina | m. t.      |
| 5  | Antonio Covolo (ITA)   | Frejus           | m. t.      |
| 6  | Giorgio Albani (ITA)   | Legnano          | m. t.      |
| 7  | Giulio Bresci (ITA)    | Wilier-Triestina | m. t.      |
| 8  | Pasquale Fornara (ITA) | Legnano          | m. t.      |
| 9  | Antonin Rolland (FRA)  | Ricci            | m. t.      |
| 10 | Giancarlo Astrua (ITA) | Benotto          | m. t.      |